# Burhaniye
Burhaniye – miasto i dystrykt w Turcji w prowincji Balıkesir.

## Demografia
Według danych na rok 2011 Burhaniye zamieszkiwało 40 824 osób. W 2019 liczba ludności wynosiła 60 490, w tym 30 848 mężczyzn i 29 642 kobiet. 